# Olympic-ro

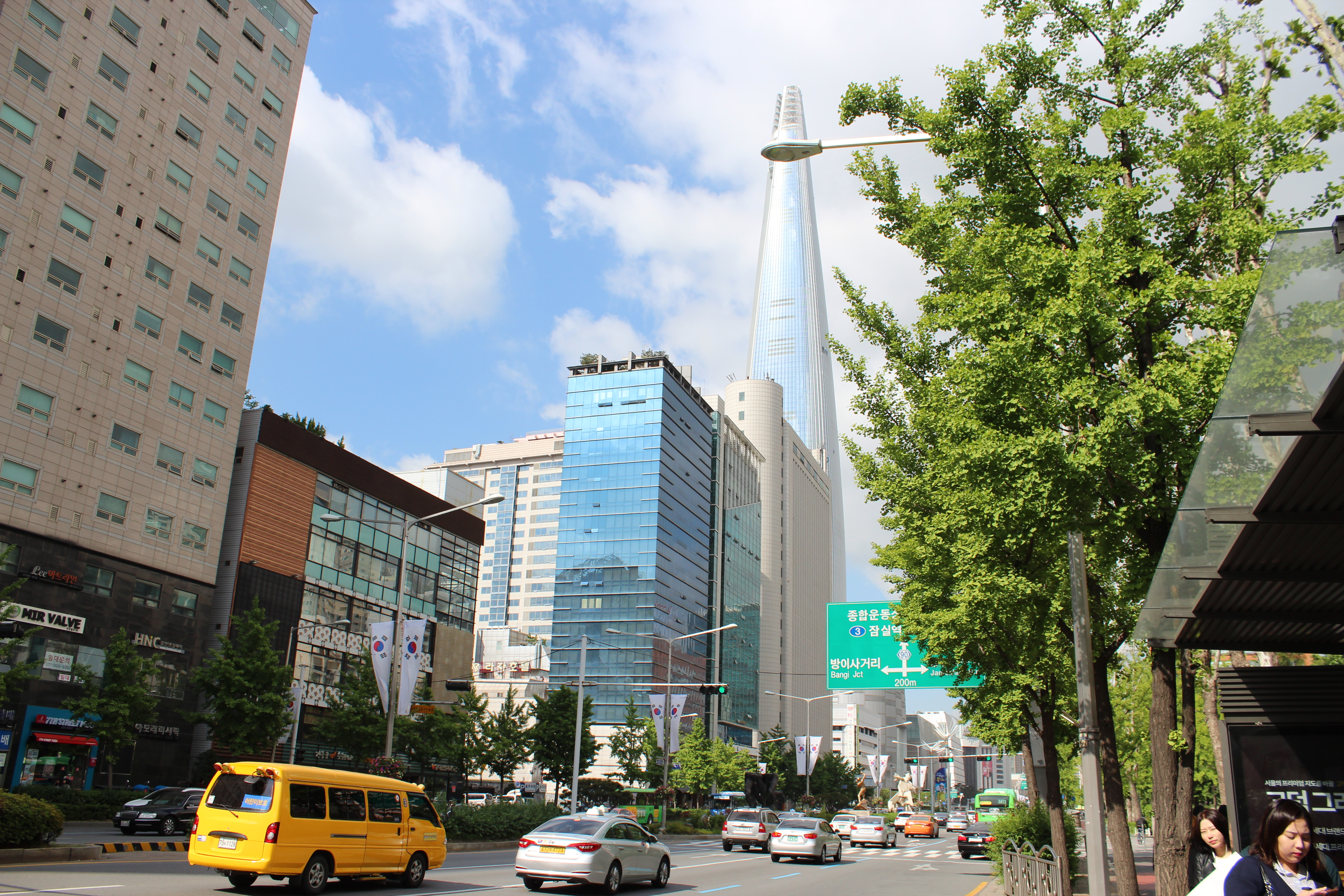
Quang cảnh Olympic-ro và Lotte World Tower

Olympic-ro (Tiếng Hàn: 올림픽로, Hanja: 올림픽路) là con đường nối Khu liên hợp thể thao Seoul ở Jamsil 2-dong, Songpa-gu, Seoul đến Di tích khu dân cư thời tiền sử ở Amsa 2-dong, Gangdong-gu. Từ Khu liên hợp thể thao Seoul đến Giao lộ Seonsa, nó tương ứng với Tuyến đường thành phố Seoul số 90.

## Lịch sử
- 7 tháng 11 năm 1984: Jamsil-ro được đổi thành Olympic-ro (Khu liên hợp thể thao Seoul - Ga Mongchontoseong hiện tại, 3,9 km).
- 29 tháng 5 năm 1986: Điểm cuối được kéo dài từ ga Mongchontoseong hiện tại đến Giao lộ Pungnap (5,2 km).[1]
- 10 tháng 7 năm 2009: Pungnap-ro (Giao lộ Pungnap - Ga Cheonho, 1,2 km) và Seonsa-ro (Ga Cheonho - Di tích khu dân cư thời tiền sử, 3,1 km) được hợp nhất và điểm cuối được mở rộng đến Di tích khu dân cư thời tiền sử Amsa-dong (9,5 km).
- 17 tháng 4 năm 2020: Phá dỡ ngã tư ga Cheonho và đường hầm Cheonho

## Các điểm dừng chính
Songpa-gu, Seoul
- Khu liên hợp thể thao Seoul, Ga liên hợp thể thao - Ga Jamsilsaenae, Trung tâm cộng đồng Jamsil 2-dong - Lotte World - Ga Jamsil - Văn phòng Songpa-gu - Ga Mongchontoseong - Cầu Seongnae - Đầu phía nam cầu Olympic - Giao lộ Pungnap - Ga văn phòng Gangdong-gu - Trường trung học nữ sinh Yeongpa (Trường trung học nữ sinh Youngpa) - Ngã tư ga Cheonho[2]

Gangdong-gu
Đầu phía nam cầu Gwangjin - Công viên Cheonho-dong - Ga Amsa - Giao lộ Seonsa - Trường tiểu học Seoul Seonsa - Di tích khu dân cư thời tiền sử Amsa-dong